# Грэм, Эндрю
Эндрю Грэм (8 апреля 1815 — 5 ноября 1908) — британско-ирландский астроном. Родился в графстве Фермана в Ирландии.
Работая в обсерватории Маркри (в графстве Слайго), в 1848 году Грэм открыл астероид (9) Метида. Позднее работал над каталогом Маркри (англ. Markree Catalogue), который состоит из шестидесяти тысяч звёзд вдоль эклиптики, занесённых в каталог в период с 8 августа 1848 года по 27 марта 1856 года, и был опубликован в четырёх томах в 1851, 1853, 1854, 1856 годах соответственно.
С 1864 по 1903 год Грэм работал первым ассистентом в обсерватории Кембриджа, где принимал участие в составлении Кембриджского каталога (англ. Cambridge Catalogue), опубликованного в 1897 году.
Астероид (3541) Грэм назван в честь Ллойда Вильсона Грэма, но не Эндрю Грэма.